# Muduga
 (octobre 2019).
Le muduga (autonyme muḍuga) est une langue dravidienne, parlée par environ 3 400 personnes qui vivent  dans le district de Palakkad, dans les collines des Nilgiris, dans l'État de Kerala, en Inde. Leur langue est proche du palu kurumba.

## Sources
- (en) K.V. Zvelebil, 2001, Problems of Identification and Classification of some Nilgiri Tribes, in K.V. Zvelebil, Nilgiri Areal Studies, p. 39-110, Prague, université Charles de Prague, The Karolinum Press  (ISBN 80-7184-945-6)